# Chiostro di Sant'Agnello
Il Chiostro di Sant'Agnello è un chiostro monumentale di Napoli ubicato in piazzetta Sant'Agnello.
Esso sorge sul punto più alto della città antica.
Oggi il chiostro risulta danneggiato, ma sono sopravvissute le arcate in piperno.
Nel 1809 subì il processo di soppressione.